# Stříbrná Skalice
Stříbrná Skalice è un comune della Repubblica Ceca facente parte del distretto di Praha-východ, in Boemia Centrale.
Aveva un castello, al posto del quale oggi sorge la chiesa di San Giovanni Nepomuceno di Skalica.

## Storia
Secondo la datazione delle rovine l'insediamento venne a formarsi all'inizio del XIII secolo, ma il castello fu probabilmente fondato solo dopo il 1361, anno in cui venne menzionato Stibor di Skalice (che tenne Skalice negli anni 1360-1362), e per la prima volta viene usata questa particella nobiliare. L'origine di questo insediamento è indubbiamente legata alla presenza delle miniere d'argento intorno alla città. Nel 1376 viene menzionato Střížek di Skalice, nel 1377 Kuneš di Skalice, dal 1384 fino al 1392 Ješek di Skalice, nel 1393 Jan ze Střímelic e poi nel 1402-1403 fu proprietà di Bohdal di Drahonice, chiamato anche di Skalice. La prima menzione scritta del castello risale al 1403 e riguarda la sua conquista e distruzione da parte dell'imperatore Sigismondo. Fu nel periodo della seconda prigionia del re Venceslao IV, perché a quel tempo il castello era controllato dall'etmano reale, Racek Kobyla di Dvojic, fiero sostenitore di Venceslao. Durante l'assedio Racek fuggì segretamente con parte della guarnigione a Rataje nad Sázavou, sicché il castello vuoto fu distrutto e bruciato dagli uomini di Sigismondo senza alcun combattimento.
Questo concluse anche la breve storia del castello, perché quando nel 1403 il re Venceslao IV consegnò il feudo di Skalica a Jan Sokol di Lamberk, il castello probabilmente non venne riparato. Negli anni 1413-1415 fu Kolman di Křikava (poi Kolman di Skalice) a tenere il castello, poi passò sotto il monastero di Sázava. Nel 1417 appare menzione di Skalice come villaggio minerario. Durante le guerre hussite, Skalice passò nelle mani di Jan Zajímač di Kunštát e Poděbrad insieme al monastero di Sázava e di alcune proprietà nei dintorni. Ne ebbero il controllo fino al 1566. In questo periodo, durante il regno di Ferdinando I d'Asburgo (che regnò dal 1526 al 1564) Skalice conobbe un grande periodo di prosperità dovuto alle sue miniere d'argento, infatti fu la vicinanza di queste alla capital a convincere l'imperatore a costruire una Zecca di Praga; nella zecca di Kolín è ancora presente un antico sigillo d'argento del 1610. Nel 1573 Jaroslav I Smiřický di Smiřic comprò il paese, per una somma di 4800 groschen, dopo alcune controversie dovute al procuratore reale, ma i discendenti non tennero il paese a lungo perché in seguito alla sconfitta boema nella battaglia della Montagna Bianca i possedimenti di Kostelec nad Černými lesy, di cui Skalice era venuta a fare parte entrando nei possedimenti dei Smiřický di Smiřic, passarono sotto il controllo della famiglia Liechtenstein.
Negli anni 1581-1585 si verificò una scarsità di minerali con conseguente abbandono delle miniere, ma per breve periodo perché sotto Carlo I del Liechtenstein furono trovati oro, argento e rame nelle miniere, in conseguenza di ciò il principe venne persino a visitarle. Anche Maria Teresa di Savoia-Liechtenstein nel 1726 fece visita alle miniere; anche il geologo Jan Tadeáš Peithner of Lichtenfels conferma la presenza di piombo e cinque vene di argento.
Nel 1715 il duca di Savoia consentì la costruzione del municipio, già concluso nel 1719. È rimasto il sigillo recante la scritta "PECET MIESTECCO SKALICE ANNO 1715". Molto importante è la cronaca cittadina, conservata negli archivi municipali e risalente sempre al 1715. Nel 1730 venne costruita sul luogo del castello la chiesa di San Giovanni Nepomuceno.
La prima strada vera e propria (giacché fino a quel momento erano tutte di campagna, in condizioni mediocri) fu costruita nel 1866 e collegava Skalice a Kostelec nad Černými lesy. Ancora più importante fu la costruzione della ferrovia Posázavská costruita negli anni 1899 - 1901, sulla quale iniziò il trasporto regolare il 7 agosto 1901. La fermata di Pyskočely fu rinominata in quella di Stříbrná Skalice nel 1903. Tuttavia, la fermata era dall'altra parte del fiume Sázava, e nel 1901-02 fu costruito un traghetto con una locanda, in seguito sostituito da un ponte.
Nel 1935 il villaggio medievale di Rovná, che includeva anche la chiesa di S. Giacomo il vecchio, diventa ufficialmente parte di Skalice (tutt'oggi v'è il quartiere V Rovným a Skalice di cui la chiesa fa parte).

## Gestione amministrativa
Negli anni 1850-55 Stříbrná Skalice fu incorporata nel distretto di Černý Kostelec (Kostelec nad Černými lesy), dopo il cambiamento negli anni 1855-1960 nel distretto di Český Brod, negli anni 1960-2007 nel distretto di Kolín e dopo l'ultima riorganizzazione dell'amministrazione statale nel 2007 nel distretto di Praga-Est.

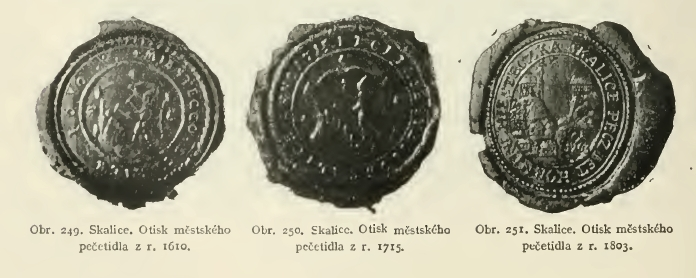
I tre sigilli che sono stati recuperati. Il primo è quello di Kolín del 1610 e reca la scritta "MIESTECCO SKALICE 1610". Il secondo è del 1715 e porta la scritta "PECET MIESTECCO SKALICE ANNO 1715", ed il terzo del 1803 ha scritto "PECZIET HORNIKV MIESTECZKA SKALICE".

## Nella cultura di massa
- Skalice è uno dei principali luoghi in cui è ambientato il videogioco Kingdom Come: Deliverance